# 호피다람쥐
호피다람쥐(Neotamias rufus)는 다람쥐과에 속하는 설치류의 일종이다. 미국 남서부의 콜로라도주와 유타주, 애리조나주에서 발견된다. 이전에는 콜로라도다람쥐에 속하는 종으로 분류했다. 피논소나무와 노간주나무가 자생하는 암반 지역을 좋아하며 견과류와 씨앗, 열매를 주로 먹는다. 먹이를 모아 뺨주머니에 넣어 이동하여 다른 곳에서 섭취하거나 보관한다. 바위 더미 또는 바위틈에 둥지를 만든다.